# Caumont-sur-Aure
Caumont-sur-Aure – gmina we Francji, w regionie Normandia, w departamencie Calvados. W 2013 roku liczba ludności wynosiła 2434 mieszkańców.
Gmina została utworzona 1 stycznia 2017 roku z połączenia trzech ówczesnych gmin: Caumont-l’Éventé, Livry oraz La Vacquerie. Siedzibą gminy została miejscowość Caumont-l’Éventé.